# Erich Neuß
Erich Neuß (* 11. Februar 1899 in Frankfurt am Main; † 28. Dezember 1982 in Halle (Saale)) war ein deutscher Archivar und Historiker.

## Leben
Neuß, in Frankfurt am Main geboren, lebte ab 1901 in Halle. Während seiner Jugend war er Mitglied der Wandervogelbewegung. Nach seinem Abitur wurde Neuß am 2. Juni 1917 zum Kriegsdienst einberufen. Er kämpfte in Galizien und anschließend im Rahmen der deutschen Frühjahrsoffensive 1918 in Frankreich. Dort war er anschließend in alliierter Kriegsgefangenschaft, wo er als Dolmetscher im Gefangenenlager eingesetzt wurde. Im Februar 1920 wurde Neuß entlassen.
Erich Neuß immatrikulierte sich im September desselben Jahres an der Friedrichs-Universität Halle-Wittenberg in Nationalökonomie, Rechtswissenschaften und Geschichte. 1924 schloss er sein Studium ab und wurde er mit der Arbeit Die Entwickelung des halleschen Wirtschaftslebens vom Ausgang des 18. Jahrhunderts bis zum Weltkrieg promoviert. Anschließend war Neuß bei der Industrie- und Handelskammer Halle beschäftigt, wo er sich dem Aufbau und der Leitung der Außenhandelsabteilung widmete. Die Industrie- und Handelskammer war 1926 auch Herausgeber eines Werkes Neuß’ zu Ludwig Wucherer.
1928 übernahm Erich Neuß die neugeschaffene Position des städtischen Archiv- und Bibliotheksdirektors. Als Leiter des Stadtarchivs Halle und der Ratsbücherei entwickelte Neuß in den nachfolgenden Jahren eine rege Publikationstätigkeit. 1928 heiratete er Ella Buse, mit der er vier Kinder hatte.
Die Karriere Neuß’ endete 1933 mit der Machtergreifung der Nationalsozialisten. Neuß hatte 1931 im Auftrag des Magistrats eine Denkschrift zum 25-jährigen Amtsjubiläum des hallischen Oberbürgermeisters Richard Robert Rive verfasst (Die Hallische Stadtverwaltung 1906–1931), in der die Haus- und Grundbesitzerfraktion im halleschen Stadtparlament im Zusammenhang mit Grundstücksspekulationen und Mietwucher kritisiert worden war. Nachdem die Haus- und Grundbesitzerfraktion eine Listenvereinigung mit der NSDAP zum Erlangen der absoluten Mehrheit bei den Kommunalwahlen im März 1933 ermöglicht hatte, verlangte man u. a. eine Suspendierung Neuß’, der daraufhin gemäß Paragraph 6 des Gesetzes zur Wiederherstellung des Berufsbeamtentums beurlaubt wurde. Ein Antrag auf Entlassung wurde vom Reichsministerium des Innern aber abgelehnt. Als wissenschaftliche Hilfskraft war Erich Neuß ab 1936 (1937?) im Amt für Wirtschaft, Verkehr und Statistik tätig, später als Preiskommissar für Mieten und Grundstückspreise. Während seiner Beurlaubung veröffentlichte Neuß mehrere Werke, darunter 1935 auch den ersten Band (Im Seegau) seiner Wanderungen durch die Grafschaft Mansfeld. Am 8. Juni 1937 beantragte er die Aufnahme in die NSDAP und wurde rückwirkend zum 1. Mai desselben Jahres aufgenommen (Mitgliedsnummer 4.220.485).
Nachdem Erich Neuß 1939 einen Lehrgang für Reserveoffiziere absolviert hatte, wurde er 1940 in die Wehrmacht eingezogen. Zunächst in Belgien stationiert, kam er im Mai 1941 als Leutnant nach Polen und nahm als Stabsoffizier des Feldersatzbataillons der 24. Infanterie-Division am Krieg gegen die Sowjetunion teil. Am 2. März 1942 wurde Neuß auf der Krim durch Granatsplitter verwundet, eine Rückkehr als Oberleutnant zu seiner mittlerweile bei Leningrad stehenden Einheit erfolgte erst im Juni 1943. Ab Anfang 1944 fand er einige Monate als Nationalsozialistischer Führungsoffizier (NSFO) Verwendung, ein Vorgang, den Neuß als „Treppenwitz“ bezeichnet. Im November 1944 erfolgte eine letzte Beförderung zum Hauptmann. Zu Kriegsende befand sich der verletzte Offizier in Kurland. Am 8. Mai 1945, dem Tag der deutschen Kapitulation, verließ Neuß an Bord des letzten auslaufenden Lazarettschiffes Windau und kehrte nach Deutschland zurück.
Ab August 1945 war Erich Neuß wieder als Direktor des Stadtarchivs in Halle tätig, darüber hinaus oblag ihm die Leitung des Händelhauses, der Hallmarktbibliothek und des Museums der Moritzburg. Gemeinsam mit Adolf Heilmann gehörte er zu den Initiatoren der Bauhütte Roter Turm, die sich die „Vorbereitung des Wiederaufbaus der hallischen Kulturstätten“, vor allem aber der Rekonstruktion des Roten Turms, zu Eigen gemacht hatte.
1952 schied Neuß auf eigenen Wunsch aus seinem Dienst bei der Stadt aus, um sich seinen privaten Forschungen, Veröffentlichungen und der Vorlesungstätigkeit an der Fachschule für Archivwesen Potsdam zu widmen. Nachfolgender Leiter des Stadtarchivs wurde Werner Piechocki.
Auf Aufforderung Leo Sterns habilitierte sich Neuß mit der Schrift Entstehung und Entwicklung der Klasse der besitzlosen Lohnarbeiter in Halle bis zum Zusammenbruch der preussischen Monarchie 1800. Ab 1959 war er Dozent für Landesgeschichte an der hallischen Universität, zum Professor mit Lehrauftrag wurde er 1963 berufen. 1964 wurde Neuß emeritiert.

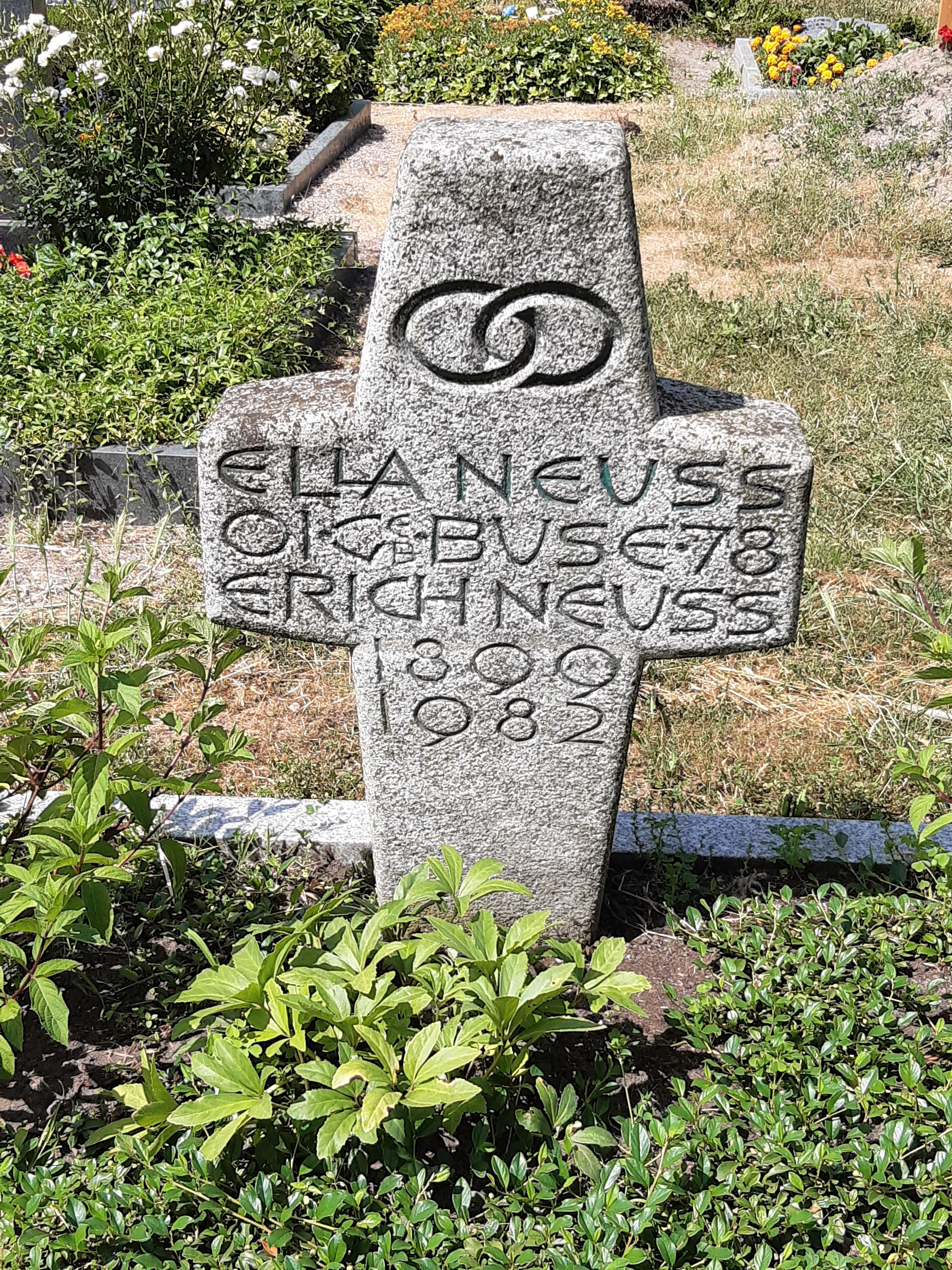
Grab von Erich Neuß auf dem Granauer Friedhof in Halle-Nietleben

Bis zu seinem Lebensende war Erich Neuß forschend und schreibend tätig, die Ergebnisse seiner Felduntersuchungen zu den Wüstungen im Umland Halles wurden 1969 bzw. 1971 in seiner Wüstungskunde des Saalkreises, der Stadt Halle und der Mansfelder Kreise veröffentlicht, die Arbeiten an einem Werk zur Siedlungskunde schlossen sich an. Erich Neuß verstarb am 28. Dezember 1982. Er wurde auf dem Friedhof der Kirchenruine Granau bestattet.
Die Historikerin Elisabeth Schwarze-Neuß (1930–2019) war seine Tochter.

## Wirken

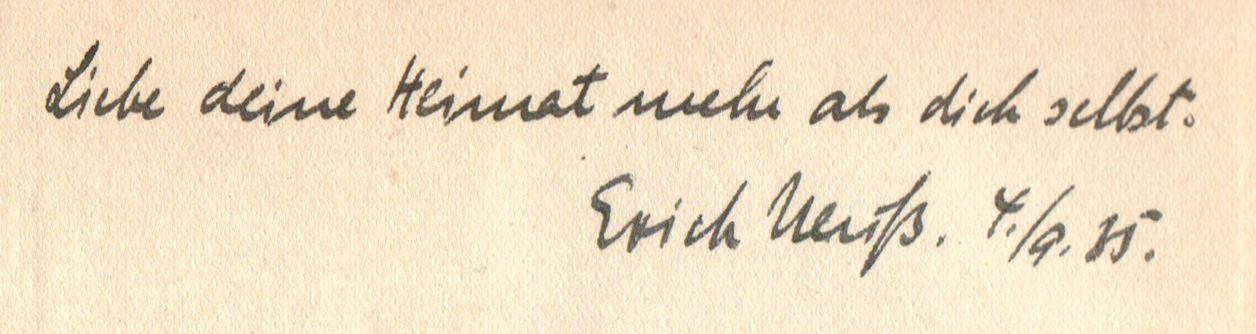
Widmung in Wanderungen durch die Grafschaft Mansfeld – Im Seegau (1935). Text: „Liebe deine Heimat mehr als dich selbst. Erich Neuß. 4./9. 35.“

Die Beschäftigung Neuß’ mit der Stadtgeschichte Halles stand oft in unmittelbarer Nähe zur Auseinandersetzung mit deren Wirtschafts- und Sozialgeschichte, insbesondere der Entwicklung des Bürgertums. Breiterem Leserpublikum wurde Neuß durch die mittlerweile neuaufgelegte Reihe Wanderungen durch die Grafschaft Mansfeld bekannt, einer Beschreibung regionaler Geschichte und Landschaft. Während die beiden ersten Bände in den 1930er Jahren in Buchform veröffentlicht werden konnten, beschränkte sich die Veröffentlichung des dritten Bandes vorerst auf einen Abdruck in der Eislebener Liberal-demokratischen Zeitung. Eine Veröffentlichung als Buch erfolgte erst 2001. Zwei weitere Bände kamen nicht mehr zur Ausführung.
Neben zahlreichen Monographien, darunter auch Lehrbücher für Betriebsarchivare, verfasste Neuß hunderte Aufsätze, Zeitungsartikel und andere Schriften.

## Werke (Auswahl)
- Die Entwickelung des halleschen Wirtschaftslebens vom Ausgang des 18. Jahrhunderts bis zum Weltkrieg. Meyer, Halberstadt 1924. (Dissertation).
- Das Hallische Stadtarchiv. seine Geschichte und seine Bestände. Verlag Gebauer-Schwetschke, Halle 1930.
- Gebauer-Schwetschke: Geschichte eines deutschen Druck- und Verlagshauses 1733–1933. Verlag Gebauer-Schwetschke, Halle (Saale) 1933, DNB 575235691.
- Wanderungen durch die Grafschaft Mansfeld – Im Seegau. Verlag Gebauer-Schwetschke, Halle 1935. (Bd. 1, Neuausgabe 1999: ISBN 3-930195-27-5).
- Wanderungen durch die Grafschaft Mansfeld – Saalisches Mansfeld. Verlag Gebauer-Schwetschke, Halle 1938. (Bd. 2, Neuausgabe 1999: ISBN 3-930195-28-3).
- Wanderungen durch die Grafschaft Mansfeld – Im Herzen der Grafschaft. fliegenkopf verlag, Halle 2001: ISBN 3-930195-34-8 (Bd. 3, Erstveröffentlichung als Buch, zuvor Abdruck in der Liberal-demokratischen Zeitung (Eisleben) von 1952 bis 1955).
- Aktenkunde der Wirtschaft. Teil 1: Kapitalistische Wirtschaft. Rütten & Loening, Berlin 1954 (Schriftenreihe der Staatlichen Archivverwaltung 4)
- Erich Neuß, Werner Piechocki: Halle an der Saale. Sachsenverlag, Dresden 1955.
- Aktenkunde der Wirtschaft. Teil 2: Volkseigene Wirtschaft. Rütten & Loening, Berlin 1956 (Schriftenreihe der Staatlichen Archivverwaltung 5)
- Entstehung und Entwicklung der Klasse der besitzlosen Lohnarbeiter in Halle bis zum Zusammenbruch der preussischen Monarchie 1800. Akademie-Verlag, Berlin 1958. (Habilitationsschrift).
- Wüstungskunde des Saalkreises, der Stadt Halle und der Mansfelder Kreise. Böhlau, Weimar 1969, 1971.
- Erich Neuß (Bearb.) und Dietrich Zühlke: Mansfelder Land. Akademie-Verlag, Berlin 1982.
- Besiedlungsgeschichte des Saalkreises und des Mansfelder Landes: Von der Völkerwanderungszeit bis zum Ende des 18. Jahrhunderts. (Quellen und Forschungen zur sächsischen Geschichte, Bd. 10). Verlag H. Böhlaus Nachfolger, 1995, ISBN 3-7400-0921-7.
- Das Giebichensteiner Dichterparadies, fliegenkopf verlag Halle 2007, ISBN 978-3-930195-91-6.